# Семья Дорджи
Семья Доржи (дзонг-кэ རྡོ་རྗེ་; вайли: rdo с-rje) — влиятельная семья Бутана, ведущая историю с XII века. Из этой семьи вышли монархи, главные министры (гонгзимы), премьер-министры Бутана, главы дзонгов и другие высшие сановники. Четвёртый король Бутана Джигме Сингье Вангчук, а также его сын,  пятый король Бутана Джигме Кхесар Намгьял Вангчук, также являются членами семьи Дорджи. Семье Доржи принадлежит Дом Бутана в Калимпонге, Индия.

## История
Могущественная семья Дорджи ведёт свою родословную от влиятельного ламы Сум-пхранга Чхёдже (1179—1265). Одновременно её члены являются потомками Дунгкара Чоджи (род. 1578) из известного клана Ньо. Это означает, что семья Дорджи связана кровными узами с правящей династией Вангчук. Угьен Дорджи, гонгзим (придворный распорядитель) при первом короле Бутана Угьене Вангчуке, приходился монарху троюродным братом, так как их прадедом был Падма, сын Рабгьяса.
С момента установления в Бутане наследственной монархии, члены семьи Дорджи занимали высшую государственную должность гонгзима, а их официальной резиденцией был Дом Бутана в Калимпонге.
В XIX веке гонгзим Угьен Дорджи участвовал в переговорах Бутана с британскими посланниками, а его отец Схапта Пенчунг сыграл ключевую роль в спасении от смерти миссии Эшли Идена. Затем в качестве главного министра Бутана (с 1907 по 1916) Дорджи содействовал объединению Бутана в единое королевство и восхождению на трон двоюродного брата Унгьена Вангчука. Должность гонгзима стала наследной в семье Дорджи. Следующим гонгзимом (с 1916 по 1952) был сын Угьена, Сонам Тобгай Дорджи, чей старший сын Джигме Палден Дорджи был назначен главным министром в правление короля Джигме Дорджи Вангчука в 1952 году. В 1958 году Джигме Дорджи Палден стал первым человеком, получившим звание премьер-министра Бутана.
В Доме Бутана Сонам Тобгай Дорджи занимал должность торгового агента Правительства Бутана, хотя действовал в большей степени как премьер-министр, министр иностранных дел и посолом Бутана в Индии. Благодаря позиции торгового посредника семья Дорджи имела состояние, по некоторым сведениям, превосходившее состояние королевской семьи. Сонам Тобгай Джорджи женился на сиккимской принцессе.
После двух поколений при королях династии Вангчук, сестра премьер-министра Джигме Дорджи, дочь Сонама Тобгая Дорджи и сиккимской принцессы Рани Чуни Вангмо, вышла замуж за третьего короля Бутана Дигми Дорджи Вангчука, укрепив связи семьи Дорджи с правящей династией настолько, что это вызвало недовольство среди других знатных семей Бутана. Общественность разделилась на сторонников модернизации и монархистов.
В начале 1960-х годов, когда король отправился на лечение в Швейцарию, премьер-министр Джигме Палден Дорджи попытался взять на себя все полномочия, но встретил сопротивление со стороны военных и монархистов. 5 апреля 1964 года он был убит монархистами в Пхунчолинге.
Пост премьер-министра занял брат Джигме Дорджи, Льендуп. Его мать, в то время возглавлявшая семью, не советовала королю назначать Льендупа на высокий пост, чтобы не накалять обстановку. Тем не менее, в 1964 году король объявил о своём намерении, и Льендуп Дорджи в 1965 году был вынужден выехать в Непал, не выдержав политического давления. Фактически он отправился в ссылку по указанию Национальной ассамблеи. Оставшиеся члены семьи Дорджи продолжают играть заметную роль в политической жизни Бутана.